# Nicolas Dumont (Radsportler)
Nicolas Dumont (* 15. Juni 1973 in Auxerre; † 10. Juli 2025 in Arnouville) war ein französischer Straßenradrennfahrer.

## Leben
Nicolas Dumont gewann 1999 die Gesamtwertung beim Circuit de Saône-et-Loire. Im nächsten Jahr fuhr er für das französische Team Besson Chaussures und 2001 wechselte er zu der Schweizer Mannschaft Phonak Hearing Systems. In der Saison 2002 gewann Dumont die Gesamtwertung beim Circuit des Ardennes und beim Ruban Granitier Breton wurde er Zweiter. In der Saison 2004 gewann er eine Etappe bei der Tour de la Guadeloupe und 2007 war er bei einem Teilstück der Vuelta a la Independencia Nacional erfolgreich. Bei der Tour de la Guadeloupe 2009 gewann Dumont zwei Etappen und die Gesamtwertung. Ein Jahr zuvor hatte der Zoll vor der Tour de la Guadeloupe 2008 bei ihm Medikamente beschlagnahmt. Er sagte zuerst aus, es handele sich um Vitamine, aber ein französisches Gericht verurteilte ihn im Mai 2013 wegen Besitz von EPO, Wachstumshormonen und Tetracosactid zu einer sechsmonatigen Bewährungsstrafe und einer Geldstrafe von 3.000 €. Der französische Verband sperrte ihn bis zum 19. November 2014.
Am 10. Juli 2025 kam Dumont bei einem Verkehrsunfall auf der Route nationale 1 ums Leben, nachdem er als Radfahrer mit einem Betonmischer-Fahrzeug kollidiert war.

## Erfolge
1996
- eine Etappe Tour de l’Ain

2002
- Gesamtwertung Circuit des Ardennes

2004
- eine Etappe Tour de la Guadeloupe

2007
- eine Etappe Vuelta a la Independencia Nacional

2009
- Gesamtwertung und zwei Etappen Tour de la Guadeloupe

## Teams
- 2000 Besson Chaussures
- 2001 Phonak Hearing Systems